# Paimala
Paimala es una aldea del municipio de Saaremaa, condado de Saare, Estonia. Tiene una población estimada, en 2020, de 5 habitantes.
La isla de Saaremaa —la mayor de las que forman el archipiélago Moonsund— está situada en el mar Báltico, al sur de la isla de Hiiumaa y frente a la costa oeste de la isla de Muhu y de la Estonia continental.